# Sid Mosca
Cloacyr Sidney Mosca, né en 1937 à Jaú et mort à São Paulo le 20 juillet 2011, connu sous le nom de Sid Mosca, est un aérographe brésilien, célèbre pour la personnalisation de casques de grands pilotes de Formule 1, comme Ayrton Senna (qui a fait peindre tous ses casques par Sid), Emerson Fittipaldi, Nelson Piquet, Keke Rosberg, Mika Häkkinen et Michael Schumacher. Il signait les casques par « Painted by SID – Brazil ».

## Histoire
Sid Mosca est entré dans l'univers du sport automobile en tant que pilote au début des années 1970. Cependant, c'est l'aspect agressif de la peinture de sa voiture qui lui a valu la notoriété et de se démarquer des autres pilotes. Sid Mosca reçoit alors plusieurs demandes de la part de ses confrères ce qui l'incite à s'orienter vers l'aérographe dans son atelier de peinture et de carrosserie. 
Parmi les voitures que Sid Mosca a décorées, la Brasília no 17 d'Ingo Hoffmann a marqué l'histoire du sport automobile brésilien, ainsi que les Copersucar de Formule 1. 
Le premier casque qu'il peint est pour Emerson Fittipaldi qui, à l'époque, était le seul Brésilien à gagner en Formule 1. Il y aura par la suite Nelson Piquet, Keke Rosberg, Ayrton Senna, André Ribeiro (en), Mika Häkkinen, Michael Schumacher, Pedro Diniz, Christian Fittipaldi, Rubens Barichello, Felipe Massa, Bruno Senna (dont le design de casque est une variante de celui de son oncle Ayrton)...

### Formule 1
En Formule 1, il est entre autres responsable de la peinture des Brabham, Lotus, Jordan. Colin Chapman lui décerne un « certificat de grande appréciation » pour avoir peint la Lotus de Mario Andretti en douze heures, après qu'elle a été détruite par un incendie la veille du Grand Prix du Brésil 1977.
Les champions du monde Emerson Fittipaldi (1972/1974), Nelson Piquet (1981/1983/1987), Ayrton Senna (1988/1990/1991) et Keke Rosberg (1982), Mika Häkkinen (1998, 1999), Michael Schumacher (1994, 1995, de 2000 à 2004) portaient des casques avec un graphisme signé Sid Mosca. 
Tous ses dessins et peintures sont brevetés internationalement sont signés « Painted by SID – Brazil ».
Sid Mosca pense que le casque d'Ayrton Senna est une de ses créations qui s'est démarquée le plus dans le sport automobile, la plus emblématique jamais portée par un pilote de Formule 1, et que ça a éveillé l'amour des Brésiliens pour les couleurs de leur drapeau. Alors qu'il est sélectionné pour représenter le Brésil au championnat du monde de karting 1980, Ayrton Senna sollicite Sid Mosca. La livrée doit reprendre les couleurs du drapeau du Brésil et être visible de loin, tant par le public que par les adversaires, pour instiller un climat de pression psychologique supplémentaire. Ainsi, le très visible jaune du drapeau brésilien devient la couleur dominante du casque d'autant qu'elle caractérise la jeunesse. Deux bandes horizontales, une verte l'autre bleue, complètent dans le prolongement de la visière, le design pour apporter de l'agressivité et du mouvement. Les logos des sponsors sont ajoutés ensuite. Sid Mosca a ainsi créé un casque qui va contribuer pendant plus d'une décennie à la fierté de tout un pays. Le design du casque d'Ayrton Senna s’accordait très bien avec la livrée noire et or John Player Special des Lotus, et avec celle rouge et blanche des McLaren Marlboro. La légende raconte que les pilotes qui voyaient ce casque jaune étincelant dans leurs rétroviseurs le reconnaissaient immédiatement et en étaient intimidés.
Pour commémorer le 50e anniversaire de la Formule 1 en 1999, Bernie Ecclestone, président de la FOA (Formula One Administration), commande à Mosca une série limités de 50 casques honorant des personnalités et des pilotes de Formule 1 du monde entier. Il est également le seul "Custom Painter" sud-américain qui appartient au Metal Flake Design Group, une entité dédiée aux peintures spéciales personnalisées. Il a enseigné son métier à son fils Alan Sidney Mosca et à son petit-fils Leandro Mosca.

Quelques casques célèbres créés par Sid Mosca
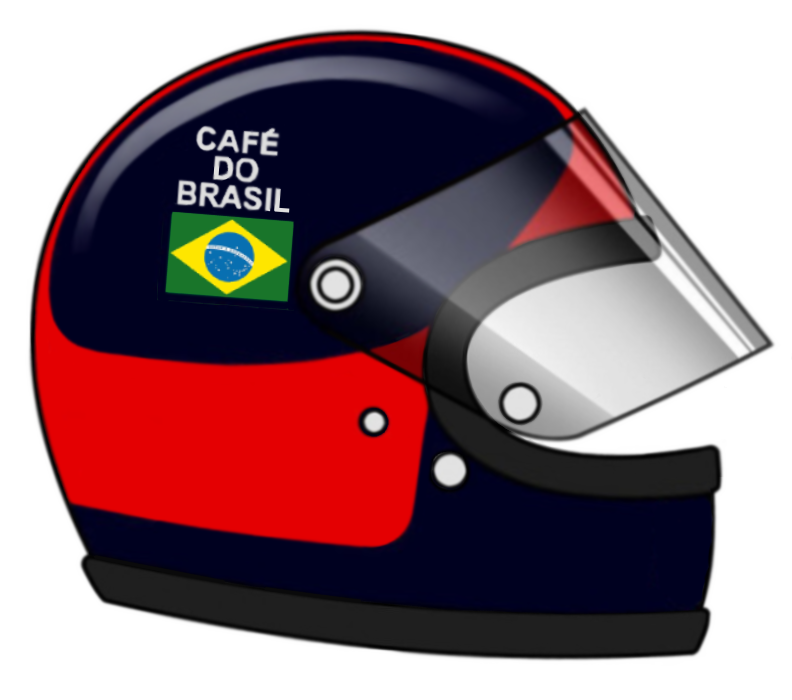
Emerson Fittipaldi
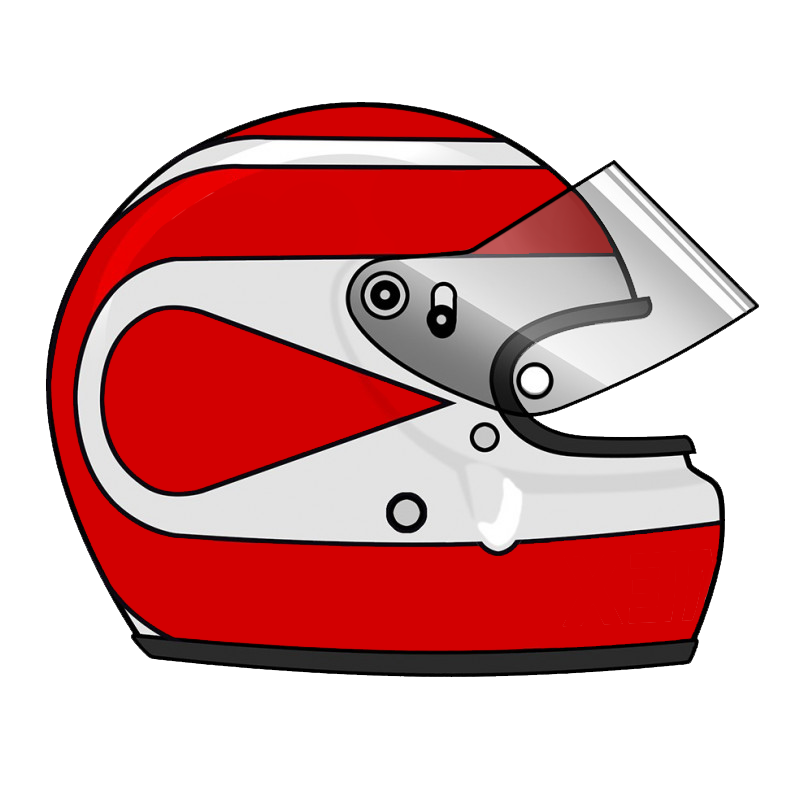
Nelson Piquet
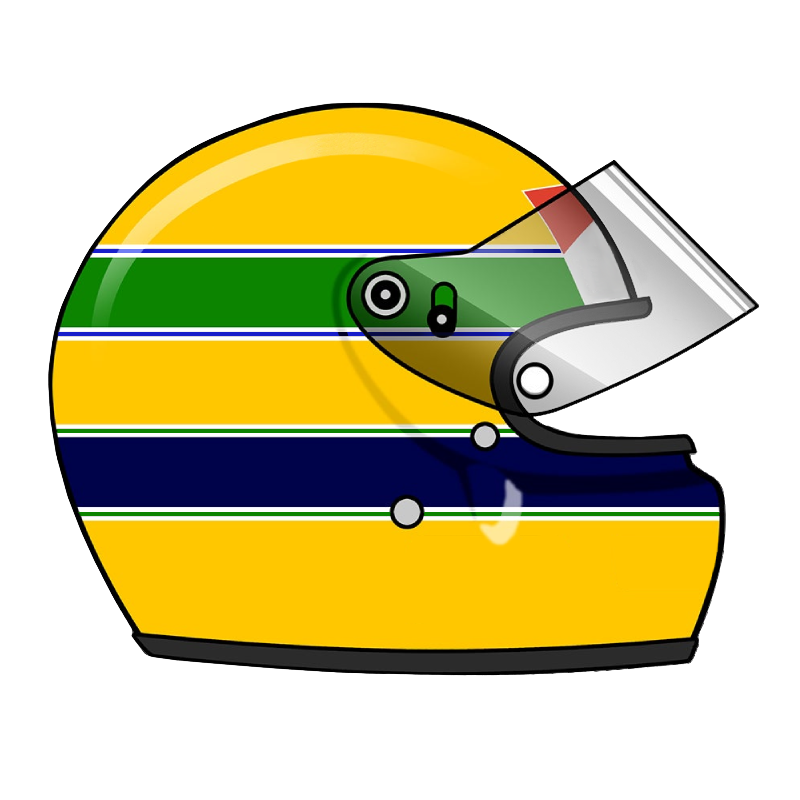
Ayrton Senna
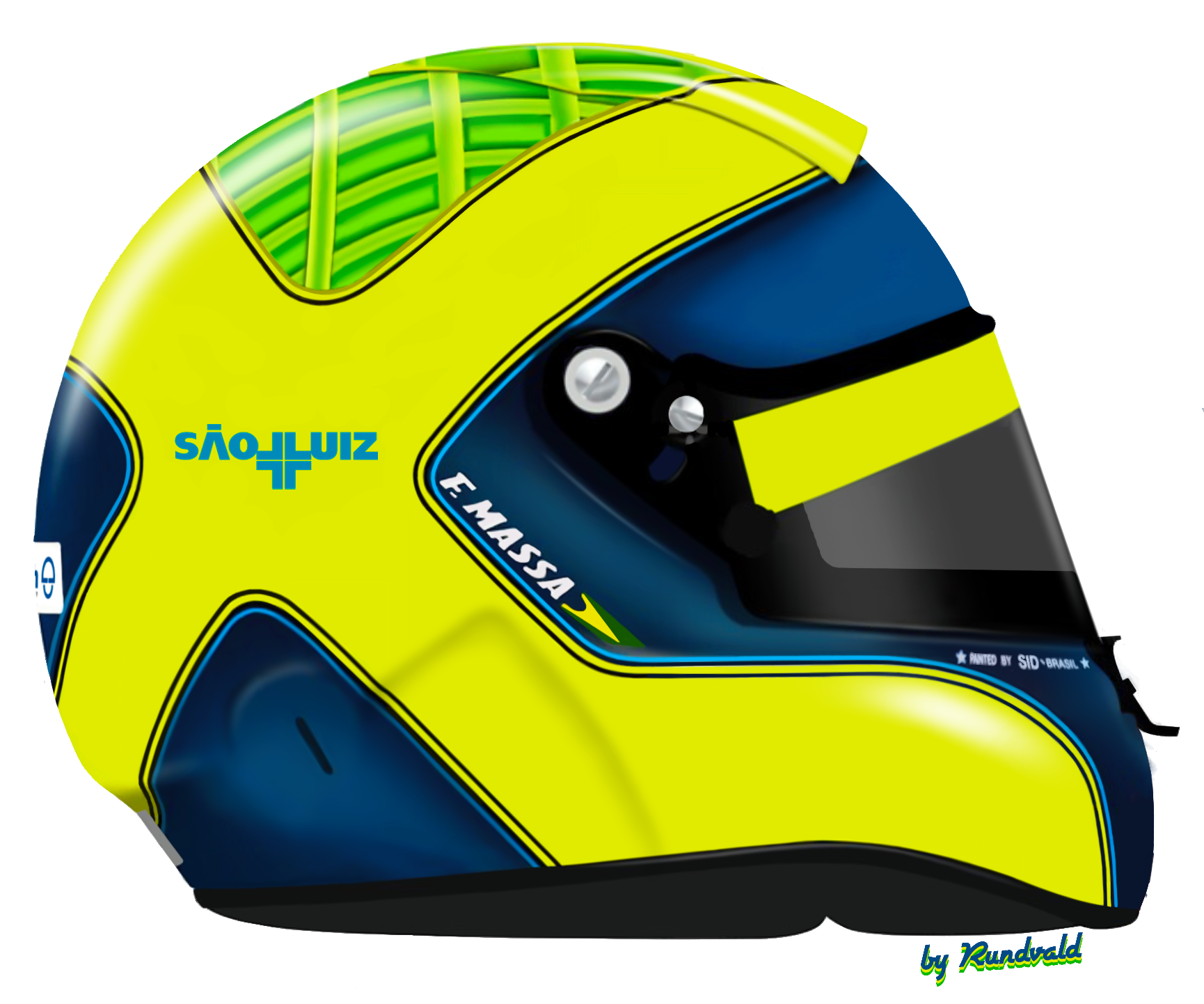
Felipe Massa

## Mort
Sid Mosca est mort le 20 juillet 2011 à l'hôpital Albert Einstein de São Paulo des suites d'un cancer de la vessie qu'il combattait depuis deux ans. Les obsèques de Sid Mosca ont eu lieu au cimetière de Congonhas à São Paulo où il est inhumé.
Amis... c'est avec un grand regret que j'ai appris la mort du grand Sid Mosca... c'est lui qui a peint mon premier casque. "Sid a toujours été cher à tout le monde... ton sourire et ton câlin amical me resteront. 
Et le 'Painted by SID' sera toujours sur mon casque.
Rubens Barrichello
Sid Mosca, le maître des peintures au casque, est mort à l'aube. Que Dieu accorde le repos à son âme. Sid a laissé la marque de l'amour pour son travail et de l'affection pour nous, les pilotes. Et cela restera à jamais gravé dans nos mémoires !
Luciano Burti
Aujourd'hui, le ciel a gagné une grande étoile : l'homme qui a donné vie et personnalité au casque des plus grands champions du monde. RIP Sid Mosca.
Bia Figueiredo